# Classificação Nice de Produtos e Serviços
A Classificação Nice de Produtos e Serviços ou Acordo de Nice foi um acordo internacional concluído em 15 de junho de 1957, na Conferência Diplomática de Nice.

## História e finalidade
A Classificação Internacional (Nice) de Produtos e Serviços para o Registro de Marcas foi instituída por um Acordo concluído por ocasião da Conferência Diplomática de Nice, em 15 de junho de 1957, e revista em Estocolmo, em 1967, e em Genebra, em 1977, e corrigida em 1979.
Os países que fazem parte do Acordo de Nice constituem uma União particular dentro da estrutura da União de Paris para a Proteção da Propriedade Industrial. Estes países adotaram e aplicam a Classificação de Nice para o registro de marcas.
Cada um dos países signatários do Acordo de Nice é obrigado a aplicar a Classificação de Nice para o registro de marcas, quer como classificação principal, quer como classificação auxiliar, assim como incluir, nas publicações e nos documentos oficiais relativos a seus registros, os números das classes da Classificação a que pertençam os produtos e os serviços para os quais as marcas são registradas.
O emprego da Classificação de Nice é obrigatório não apenas para o registro nacional de marcas nos países signatários do Acordo de Nice, mas também para o registro internacional de marcas efetuado pelo Bureau Internacional da OMPI, em virtude do Acordo de Madrid Relativo ao Registro Internacional de Marcas e do Protocolo Relativo ao Acordo de Madrid Referente ao Registro Internacional de Marcas e para o registro de marcas feito pela Organização Africana de Propriedade Intelectual (OAPI), pelo Escritório de Marcas do Benelux e pelo Instituto de Harmonização do Mercado Interno (Marcas e Desenhos) (OAMI).

## Lista de Classes[2]

### Produtos
Classe 1 Substâncias químicas destinadas à indústria, às ciências, à fotografia, assim como à agricultura, à horticultura e à silvicultura; resinas artificiais não-processadas, matérias plásticas não processadas; adubo; composições extintoras de fogo; preparações para temperar e soldar; substâncias químicas destinadas a conservar alimentos; substâncias tanantes; substâncias adesivas destinados à indústria. 
Classe 2 Tintas, vernizes, lacas; preservativos contra oxidação e contra deterioração da madeira; matérias tintoriais; mordentes; resinas naturais em estado bruto; metais em folhas e em pó para pintores, decoradores, impressores e artistas. 
Classe 3 Preparações para branquear e outras substâncias para uso em lavanderia; produtos para limpar, polir e decapar; produtos abrasivos; sabões; perfumaria, óleos essenciais, cosméticos, loções para os cabelos; dentífricos. 
Classe 4 Graxas e óleos industriais; lubrificantes; produtos para absorver, molhar e ligar pó; combustíveis (incluindo gasolina para motores) e materiais para iluminação; velas e pavios para iluminação. 
Classe 5 Preparações farmacêuticas e veterinárias; preparações higiênicas para uso medicinal; substâncias dietéticas adaptadas para uso medicinal, alimentos para bebês; emplastros, materiais para curativos; material para obturações dentárias, cera dentária; desinfetantes; preparações para destruição de vermes; fungicidas, herbicidas. 
Classe 6 Metais comuns e suas ligas; materiais de metal para construção; construções transportáveis de metal; materiais de metal para vias férreas; cabos e fios de metal comum não elétricos; serralheria, pequenos artigos de ferragem; canos e tubos de metal; cofres; produtos de metal comum não incluídos em outras Classes; minérios. 
Classe 7 Máquinas e ferramentas mecânicas; motores (exceto para veículos terrestres); e engates de máquinas e componentes de transmissão (exceto para veículos terrestres); instrumentos agrícolas não manuais; chocadeiras. 
Classe 8 Ferramentas e instrumentos manuais (propulsão muscular); cutelaria; armas brancas; aparelhos de barbear. 
Classe 9 Aparelhos e instrumentos científicos, náuticos, geodésicos, fotográficos, cinematográficos, ópticos, de pesagem, de medição, de sinalização, de controle (inspeção), de salvamento e de ensino; aparelhos e instrumentos para conduzir, interromper, transformar, acumular, regular ou controlar eletricidade; aparelhos para registrar, transmitir ou reproduzir som ou imagens; suporte de registro  magnético, discos acústicos; máquinas distribuidoras automáticas e mecanismos para aparelhos operados com moedas; caixas registradoras, máquinas de calcular, equipamento de processamento de dados e computadores; aparelhos extintores de incêndio. 
Classe 10 Aparelhos e instrumentos cirúrgicos, médicos, odontológicos e veterinários, membros, olhos e dentes artificiais; artigos ortopédicos; material de sutura.
Classe 11 Aparelhos para iluminação, aquecimento, produção de vapor, cozinhar, refrigeração, secagem, ventilação, fornecimento de água e para fins sanitários.
Classe 12 Veículos; aparelhos para locomoção por terra, ar ou água.
Classe 13 Armas de fogo; munições e projéteis; explosivos; fogos de artifício.
Classe 14 Metais preciosos e suas ligas e produtos nessas matérias ou folheados, não incluídos em outras Classes; jóias, bijuteria, pedras preciosas; relojoaria e instrumentos cronométricos.
Classe 15 Instrumentos musicais.
Classe 16 Papel, papelão e produtos feitos desses materiais e não incluídos em outras classes; material impresso; artigos para encadernação; fotografias; papelaria; adesivos para papelaria ou uso doméstico; materiais para artistas; pincéis; máquinas de escrever e material de escritório (exceto móveis); material de instrução e didático (exceto
aparelhos); matérias plásticas para embalagem (não incluídas em outras Classes); caracteres de imprensa; clichês.
Classe 17 Borracha, guta-percha, goma, amianto, mica e produtos feitos com estes materiais e não incluídos em outras Classes; produtos em matérias plásticas semiprocessadas; materiais para calafetar, vedar e isolar; canos flexíveis, não metálicos.
Classe 18 Couro e imitações de couros, produtos nessas matérias não incluídos em outras classes; peles de animais; malas e bolsas de viagem; guarda-chuvas, guarda-sóis e bengalas; chicotes, arreios e selaria.
Classe 19 Materiais de construção (não metálicos); canos rígidos não metálicos para construção; asfalto, piche e betume; construções transportáveis não metálicas; monumentos não metálicos.
Classe 20 Móveis, espelhos, molduras; produtos (não incluídos em outras Classes), de madeira, cortiça, junco, cana, vime, chifre, marfim, osso, barbatana de baleia, concha, tartaruga, âmbar, madrepérola, espuma-do-mar e sucedâneos de todas estas matérias ou de matérias plásticas.
Classe 21 Utensílios e recipientes para a casa ou cozinha (não de metal precioso ou folheado); pentes e esponjas; escovas (exceto para pintura); materiais para fabricação de escovas; materiais de limpeza; palha de aço; vidro não trabalhado ou semitrabalhado (exceto para construção); artigos de vidro, porcelana e louça de faiança não incluídos em outras classes.
Classe 22 Cordas, fios, redes, tendas, toldos, oleados, velas, sacos, sacolas (não incluídos em outras Classes); matérias de enchimento (exceto borrachas e plásticos); matérias têxteis fibrosas em bruto.
Classe 23 Fios para uso têxtil.
Classe 24 Tecidos e produtos têxteis, não incluídos em outras Classes; coberturas de cama e mesa.
Classe 25 Vestuário, calçados e chapelaria.
Classe 26 Rendas e bordados, fitas e laços; botões, colchetes e ilhós, alfinetes e agulhas; flores artificiais.
Classe 27 Carpetes, tapetes, capachos e esteiras, linóleo e outros revestimentos de assoalhos;
colgaduras que não sejam em matérias têxteis.
Classe 28 Jogos e brinquedos; artigos para ginástica e esporte não incluídos em outras classes; decorações para árvores de Natal.
Classe 29 Carne, peixe, aves e caça; extratos de carne; frutas, legumes e verduras em conserva, secos e cozidos; geleias, doces e compotas; ovos, leite e laticínio; óleos e gorduras comestíveis.
Classe 30 Café, chá, cacau, açúcar, arroz, tapioca, sagu, sucedâneos de café; farinhas e preparações feitas de cereais, pão, massas e confeitos, sorvetes; mel, xarope de melaço; lêvedo, fermento em pó; sal, mostarda; vinagre, molhos (condimentos); especiarias; gelo.
Classe 31 Produtos agrícolas, hortícolas, florestais e grãos não incluídos em outras classes; animais vivos; frutas, legumes e verduras frescos; sementes, plantas e flores naturais; alimentos
para animais, malte.
Classe 32 Cervejas; águas minerais e gasosas e outras bebidas não alcoólicas; bebidas de frutas e sucos de fruta; xaropes e outras preparações para fabricar bebidas.
Classe 33 Bebidas alcoólicas (exceto cervejas).
Classe 34 Tabaco; artigos para fumantes; fósforos.

### Serviços
Classe 35 Propaganda; gestão de negócios; administração de negócios; funções de escritório.
Classe 36 Seguros; negócios financeiros; negócios monetários; negócios imobiliários.
Classe 37 Construção civil; reparos; serviços de instalação.
Classe 38 Telecomunicações.
Classe 39 Transporte; embalagem e armazenagem de produtos; organização de viagens.
Classe 40 Tratamento de materiais.
Classe 41 Educação, provimento de treinamento; entretenimento; atividades desportivas e culturais.
Classe 42 Serviços científicos e tecnológicos, pesquisa e desenho relacionados a estes; serviços de análise industrial e pesquisa; concepção, projeto e desenvolvimento de hardware e software de computador; serviços jurídicos.
Classe 43 Serviços de fornecimento de comida e bebida; acomodações temporárias.
Classe 44 Serviços médicos; serviços veterinários; serviços de higiene e beleza para seres humanos ou animais; serviços de agricultura, de horticultura e de silvicultura.
Classe 45 Serviços pessoais e sociais prestados por terceiros, para satisfazer necessidades de indivíduos; serviços de segurança para proteção de bens e pessoas.